# Kerguelenseeschwalbe
Die Kerguelenseeschwalbe (Sterna virgata) ist eine Art aus der Familie der Seeschwalben. Sie kommt ausschließlich auf subantarktischen Inseln des Indischen Ozeans vor. Es ist eine mittelgroße, überwiegend graue Seeschwalbe mit einer dunklen Kopfkappe.
Die IUCN stuft die Kerguelenseeschwalbe als Art der Vorwarnliste (near threatened) ein, da die Weltpopulation insgesamt sehr klein ist. Der Bestand wird auf nur 3.500 bis 6.500 geschlechtsreife Individuen geschätzt, gilt jedoch insgesamt als stabil.

## Erscheinungsbild
Die Kerguelenseeschwalbe erreicht eine Körperlänge von bis zu 33 Zentimeter. Die Flügellänge beträgt 24,7 bis 27 Zentimeter und die Flügelspannweite beträgt 68 bis 72 Zentimeter. Bis jetzt liegen keine ausreichenden biometrischen Daten vor, die belegen, dass es geschlechtsspezifische Größenunterschiede gibt.
Die Kerguelenschwalbe ist verglichen mit anderen Seeschwalben sehr dunkel gefärbt. Der Schwanz ist nicht sehr tief gegabelt und die Schwanzfedern sind kürzer als dies bei anderen Arten der Gattung Sterna der Fall ist. Die Beine sind sehr kurz. Der Schnabel ist gleichfalls verhältnismäßig kurz und schmal und leuchtend rot. Auch die Beine und Füße sind leuchtend rot. Kerguelenschwalben im Prachtkleid haben eine schwarze Kopfkappe, die sich nur geringfügig bis zum Hinternacken ausdehnt. Ein auffälliger breiter weißer Strich setzt die dunkle Kopfkappe vom übrigen Körpergefieder ab. Die Körperoberseite ist rauchgrau, der Rumpf ist etwas heller. Im Schlichtkleid ist der rote Schnabel etwas matter gefärbt, die dunkle Kopfkappe ist kleiner und die Stirn weißlich. Jungvögel ähneln den adulten Kerguelenschwalben im Schlichtkleid, die Kopfkappe ist jedoch etwas bräunlicher und das Gefieder ist mit bräunlichen Flecken durchsetzt. Die Körperunterseite ist heller als bei adulten Vögeln.

## Verbreitungsgebiet
Die Kerguelenseeschwalbe brütet auf den Prinz-Edward-Inseln, auf den Crozet-Inseln und dem Kerguelen-Archipel im südlichen Indischen Ozean. Sie ist überwiegend ein Standvogel, der sich an den Binnengewässern dieser Inseln aufhält. Verbreitungsschwerpunkt sind die Kerguelen.

## Lebensweise
Die Kerguelenseeschwalbe frisst Fische, Krustentiere, Muscheln, Regenwürmer, Insekten und Spinnen. Die Nahrungszusammensetzung variiert abhängig von der Jahreszeit. Ihre Nahrung sucht sie überwiegend in kleinen Schwärmen mit bis zu zwanzig Individuen. Die häufigste Technik des Nahrungserwerbs ist das Stoßtauchen. Sie läuft jedoch gelegentlich auch auf Schwimmpflanzen, um dort nach Wirbellosen zu suchen. Zur Nahrungssuche nutzt sie nicht nur Binnengewässer, auf den Prinz-Edward-Inseln findet sie beispielsweise bis zu 90 Prozent ihrer Nahrung an der Küste. 
Die Brutzeit fällt in den Zeitraum September bis Januar. Sie brütet in kleinen, sehr lockeren Kolonien mit bis zu 30 Brutpaaren. Das Nest ist eine flache Mulde, die häufig mit Pflanzenmaterial ausgelegt ist. Das Gelege besteht aus einem bis zwei Eiern. Diese werden 24 Tage bebrütet. Die frisch geschlüpften Küken werden für fünf Tage gehudert. Die Jungvögel sind in einem Alter von 31 bis 39 Tage flügge, sind aber von der Versorgung durch die Elternvögel für weitere 20 Tage abhängig.
Der Schlupferfolg ist mit 73 bis 88 Prozent sehr hoch. Gegen Ende der Fortpflanzungszeit geschlüpfte Küken haben jedoch wegen Nahrungsmangel eine sehr hohe Sterblichkeitsrate. Zu den bestandsbedrohenden Faktoren zählt vor allem die große Zahl an verwilderten Hauskatzen auf den Kerguelen. 

## Weblink
- Sterna virgata in der Roten Liste gefährdeter Arten der IUCN 2013.1. Eingestellt von: BirdLife International, 2012. Abgerufen am 12. Oktober 2013.